# Larvivora cyane
El ruiseñor azul (Larvivora cyane), también conocido como coliazul siberiano o petirrojo siberiano azul, es una especie de ave paseriforme de la familia Muscicapidae, anteriormente clasificado como miembro de la familia Turdidae. Investigaciones recientes sugieren que esta especie y algunos otros miembros del género Luscinia de Asia oriental deben clasificarse en un nuevo género, junto con el ruiseñor japonés y el ruiseñor de Okinawa.

## Distribución y hábitat
Es una especie migratoria, se reproduce a lo largo de las orillas de los arroyos y ríos de la taiga en la parte sur de Siberia y el Lejano Oriente, particularmente en Primorie, en los bosques del noreste de China, Corea, Japón y Sajalín y pasa el invierno en el sureste de Asia e Indonesia. Es vagabundo raro en Europa y tiene estatus de vagabundo incluso tan al este como Pakistán.
Su hábitat de reproducción incluye bosques de coníferas con densa maleza, a menudo al lado de los ríos o en el borde de los bosques. Se alimenta en el suelo, principalmente de insectos y pequeños invertebrados. En invierno también tiende a permanecer en la densa vegetación.

## Descripción
Esta especie es más grande que el petirrojo europeo. El macho reproductor es inconfundible con el dorso azul y el vientre blanco. La hembra es monótona, con las partes superiores marrón y las partes inferiores blanquecinas. Sus ojos oscuros destaca en su rostro marrón pálido.

## Subespecies
Se reconocen tres subespecies:
- Larvivora cyane bochaiensis (Shulpin, 1928)
- Larvivora cyane cyane (Pallas, 1776)
- Larvivora cyane nechaevi Redkin, 2006